# Nutrition and Cancer
Nutrition and Cancer, abgekürzt Nutr. Cancer, ist eine wissenschaftliche Fachzeitschrift, die vom Taylor & Francis-Verlag veröffentlicht wird. Die Zeitschrift erscheint mit sechs Ausgaben im Jahr. Es werden Arbeiten veröffentlicht, die sich mit dem Einfluss der Ernährung auf die Vorbeugung, Entstehung und Behandlung von malignen Erkrankungen beschäftigen.
Der Impact Factor lag im Jahr 2015 bei 2,241. Nach der Statistik des ISI Web of Knowledge wird das Journal mit diesem Impact Factor in der Kategorie Ernährung & Diätetik an 41. Stelle von 77 Zeitschriften und in der Kategorie Onkologie an 140. Stelle von 213 Zeitschriften geführt.